# Rockbound Neighbors
ROCKBOUND NEIGHBORS – dziewiąty album japońskiej piosenkarki Nany Mizuki, wydany 12 grudnia 2012 na dwunastą rocznicę piosenkarki. Utwór Lovely Fruit został użyty jako ending anime Toriko, LINKAGE użyto jako piosenkę przewodnią oprogramowania UNCHAIN blaze EXiV (jap. アンチェインブレイズ エクシヴ) na Nintendo 3DS i PSP (które ukazało się 29 listopada), utwór Kiseki no Melodia wykorzystano jako piosenkę przewodnią gry na PSP Shining Arc (jap. シャイニング・アーク), a utwór Happy☆Go-Round! został użyty w drugim sezonie dramy Switch Girl!! emitowanej na kanale Fuji TV TWO od 7 grudnia. Album osiągnął 2 pozycję w rankingu Oricon, sprzedał się w nakładzie 123 591 egzemplarzy.

## Lista utworów
| Nr  | Tytuł                                                             | Słowa               | Kompozycja        | Aranżacja         | Czas |
| --- | ----------------------------------------------------------------- | ------------------- | ----------------- | ----------------- | ---- |
| 1.  | "Avalon no ōkan" (jap. アヴァロンの王冠 Avaron no ōkan)           | Hibiki              | Junpei Fujita     | Evan Call         | 5:11 |
| 2.  | "Naked Soldier"                                                   | KOUTAPAI            | KOUTAPAI          | Masato Nakayama   | 3:45 |
| 3.  | "Get my drift?"                                                   | Hassy               | Hajime Katō       | Shōgo Ōnishi      | 3:15 |
| 4.  | "Lovely Fruit"                                                    | Hibiki              | Noriyasu Agematsu | Noriyasu Agematsu | 3:50 |
| 5.  | "Darling Plastic" (jap. ダーリンプラスティック Dārin Purasutikku) | Shōko Fujibayashi   | Hiroyuki Itō      | Hiroyuki Itō      | 4:28 |
| 6.  | "BRIGHT STREAM"                                                   | Nana Mizuki         | Eriko Yoshiki     | Hitoshi Fujima    | 4:11 |
| 7.  | "Hoshikuzu Symphony" (jap. 星屑シンフォニー Hoshikuzu Shinfonī)   | Shihori             | Shihori           | Shin'ya Saitō     | 4:19 |
| 8.  | "LINKAGE"                                                         | Yūmao               | Shunryū           | Yūsuke Katō       | 4:28 |
| 9.  | "STAR ROAD"                                                       | Nana Mizuki         | Nana Mizuki       | Hitoshi Fujima    | 4:35 |
| 10. | "Synchrogazer -Aufwachen Form-"                                   | Nana Mizuki         | Noriyasu Agematsu | Noriyasu Agematsu | 5:22 |
| 11. | "Crescent Child"                                                  | Shōko Fujibayashi   | Takashi Matsuiki  | Integral Clover   | 4:11 |
| 12. | "Kiseki no Melodia" (jap. 奇跡のメロディア Kiseki no Merodia)     | Nana Mizuki         | Noriyasu Agematsu | Hitoshi Fujima    | 4:11 |
| 13. | "METRO BAROQUE"                                                   | Nana Mizuki         | Yashikin          | Masato Nakayama   | 4:32 |
| 14. | "Happy☆Go-Round!"                                                 | Rico                | Shin'ya Saitō     | Shin'ya Saitō     | 4:14 |
| 15. | "Sacred Force -Extended Mix-"                                     | Hibiki              | Shihori           | Hitoshi Fujima    | 4:27 |
| 16. | "Yakusoku" (jap. 約束)                                            | SAYURI, Nana Mizuki | Eriko Yoshiki     | Jun Suyama        | 4:59 |